# 広島市立仁保中学校
広島市立仁保中学校（ひろしましりつにほちゅうがっこう）は、広島県広島市南区にある公立中学校。

## 部活動
運動部
- 硬式野球部
- 卓球部
- 女子バスケットボール部
- 男子バスケットボール部
- ソフトテニス部
- バレー部

文化部
- 吹奏楽部
- 総合文化部
  - 放送班
  - 美術班

## 著名な有名人
- 大井赤亥（政治学者）
- 山本圭壱（お笑い芸人、極楽とんぼ）
- 福寿てん（漫画家）
- 石田健大（プロ野球選手、横浜DeNAベイスターズ）
- 近藤信政(ミュージシャン、ロードオブメジャー)